# Магнус I Добрый
Магнус I Благородный, или Добрый (норв. Magnus den Gode; 1024 — 25 октября 1047) — король Норвегии и Дании, сын Олафа Святого и его наложницы Альвхильд. Главный герой «Саги о Магнусе Добром» в составе «Круга Земного».

## Биография
В 1028 году его отец Олаф Святой был вынужден бежать в Новгород к Ярославу Мудрому. Бежал он туда вместе с малолетним Магнусом, оставив в Швеции жену Астрид. В Новгороде жена Ярослава — Ингегерда настояла, чтобы Магнус остался у Ярослава после возвращения Олафа Святого в Норвегию в 1030 году, где он в этом же году и погиб в битве за возвращение норвежского трона.
После смерти отца малолетний Магнус был усыновлён Ярославом Мудрым и воспитывался в его семье.
Проживал в основном в Новгороде.
После смерти Кнуда Великого норвежская знать, недовольная правлением сына Кнуда Свена, при поддержке Ярослава провозгласила Магнуса королём. После смерти Хардекнуда он, согласно договорённости, унаследовал и датскую корону. Это право оспаривалось Свеном Эстридсеном, племянником Кнуда Великого (сыном его сестры Эстрид и ярла Ульфа). В 1042 году Магнус вынужден был дать Свену титул ярла Дании, и назначить своим наместником. В Норвегии на его корону также был претендент — Харальд Хардрада, единоутробный брат Олафа II Святого, отца Магнуса, вернувшийся в 1045 году из Византии, где он служил в варяжской гвардии. В результате борьбы он с 1046 году стал соправителем Магнуса.
В 1043 году Свен Эстридсен принял титул конунга Дании и отложился от Магнуса. Норвежская армия Магнуса захватила Данию, Свен бежал. В том же 1043 году Магнус захватил легендарный Йомсборг, а осенью в союзе со своим шурином герцогом Саксонии Ордульфом наголову разгромил войско вендов-язычников в сражении на Люрсков Хеде. На протяжении 1043—1046 годов Магнус трижды побеждал Свена Эстридсена в морских битвах: у островов Рэ (1043) и Арос (1043), а также у мыса Хельганес (1045). Свену пришлось укрыться в Швеции. В 1047 году Магнус умер (возможно от падения с коня). Утверждается, что он сам перед смертью провозгласил своими наследниками в Дании — Свена, а в Норвегии — Харальда. Тело Магнуса было перевезено в Норвегию и захоронено в соборе Тронхейма.
О происхождении прозвища существует две версии. Согласно Снорри Стурлусону, сначала Магнус
был жестоким и грозным королём, который мстил за изгнание своего отца, в особенности норвежской аристократии, но затем скальд Сигват так сильно подействовал на Магнуса своей речью, что из тирана он превратился в мягкого и доброго государя.  По другой версии, своё прозвище он получил после блистательной победы над вендами, вторгнувшимися в 1043 на Ютландию. 

## Потомки
Со смертью Магнуса Доброго пресеклась мужская линия Олава II Святого. Магнус Добрый не был женат, но оставил внебрачную дочь Рагнхильд, которая стала женой норвежского дворянина Хакона Иварссона. Правнуком Рагнхильд был король Дании Эрик III (1137—1146).